# Brinches
Brinches ist ein Ort und eine Gemeinde in der portugiesischen Region Alentejo. Die regionale Überlieferung führt den Ortsnamen auf ein am Guadiana früher benutztes Fischernetz, die Brinxes zurück.

## Geschichte
Funde belegen eine Besiedlung bis in die Bronzezeit.
Zur Zeit der römischen Herrschaft gehörte es zur Provinz Lusitania. Ab spätesten 507 wurde es Teil des Westgotenreiches. Seit 711 gehörte die Region zum arabischen Herrschaftsraum des al-Andalus. Im Laufe der Reconquista wurde die Region zuerst durch König D. Afonso Henriques und Mitte des 13. Jahrhunderts endgültig unter König D. Sancho II. erobert.
Spätestens seit dem 16. Jahrhundert ist Brinches eine eigenständige Gemeinde.
Die Gemeinde erlitt während des Restaurationskriegs im 17. Jahrhundert einige Zerstörungen.

## Verwaltung
Brinches ist Sitz einer gleichnamigen Gemeinde (Freguesia) im Landkreis (Concelho) von Serpa im Distrikt Beja. Die Gemeinde hat eine Fläche von 92,4 km² und 930 Einwohner (Stand 19. April 2021). Dies entspricht einer Bevölkerungsdichte von 10,1 Einw./km².
Die einzige Ortschaft der Gemeinde ist der namensgebenden Ort.